# Frank vs Girard
Pour les articles homonymes, voir Frank et Girard.
Frank vs Girard est une série télévisée produite par LP8 Média diffusée sur VRAK.TV, inspirée de l'émission Kenny vs. Spenny, elle-même diffusée sur les ondes de CBC et Showcase.
L'émission présente deux colocataires qui ne s'entendent pas très bien et qui doivent, à chaque épisode, relever un défi qui les met en compétition afin d'éviter une punition.

## Personnages de la série
Frank (François Bernier) et Girard (Guillaume Girard) sont deux colocataires, amis dans la vraie vie. Dans leur manière d'agir, ils sont complémentaires et ont chacun une personnalité opposée. Frank cherche toujours à gagner facilement, souvent en trichant, alors que Girard préfère relever le défi sérieusement et gagner de façon juste.

## Gagnants et claque (punition) par épisode

### Première saison
La première saison a été officiellement lancée le 5 février 2007.
| Épisode | Compétition                                          | Gagnant | Tricheries/Moments clés | Claque |
| ------- | ---------------------------------------------------- | ------- | --- | --- |
| 001     | Qui peut rester le plus longtemps sans manger ?      | Frank   | Frank s'était caché de la nourriture dans un tube de pâte à dent, dans les fleurs, etc. Vers la fin, il met de la pizza dans sa bouche, mais sans la manger. Girard qui pense qu'il l'a avalée, en mange. | Girard doit faire 30 minutes de sport avec les vêtements de Frank (pleins de sueur) en répétant la définition du mot "manger" inscrite au dictionnaire. |
| 002     | Qui fera le plus d'argent en trois jours ?           | Frank   | Il pleuvait énormément au cours de la claque de Girard ! | Girard doit faire le squeegee afin de payer le sandwich que Frank avait commandé au restaurant.                                                         |
| 003     | Qui aura sa photo dans les médias imprimés ?         | Frank   | La photo de Girard est apparue dans la revue « La Semaine » 3 jours après la date limite du défi. | Girard doit interrompre un cours de ballet classique afin de présenter sa propre chorégraphie.                                                          |
| 004     | Qui saura dresser un chien en moins de trois jours ? | Girard  | Frank prend un autre chien très bien dressé au lieu du sien. | Frank doit se proposer pour ramasser les excréments faits par les chiens dans un parc canin.                                                            |
| 005     | Qui est le meilleur compositeur ?                    | Girard  | | Frank chante sa chanson (perdante!) au centre d'une patinoire.                                                                                          |
| 006     | Qui ressemble le plus a une femme ?                  | Frank   | | Girard doit échanger une paire de petites culottes de femme dans une boutique.                                                                          |
| 007     | Qui est le meilleur dans les sports d'hiver ?        | Girard  | Frank avait engagé un patineur professionnel pour le remplacer au moment du patinage artistique. | Frank doit tenir 20 minutes dans un sauna... en portant un costume d'écureuil.                                                                          |
| 008     | Qui est le meilleur réalisateur ?                    | Frank   | Frank avait payé un enfant (son frère) pour qu'il joue le rôle d'un sans-abris dans son film. | Girard dénonce la fin d'un film devant une salle de cinéma avant que le film commence.                                                                  |

### Deuxième saison
La deuxième saison a été officiellement lancée le 27 août 2007.
| Épisode | Compétition                                            | Gagnant   | Tricheries/Moments clés | Claque |
| ------- | ------------------------------------------------------ | --------- | --- | --- |
| 009     | Qui est le meilleur séducteur ?                        | Match nul | Frank envoie un joueur d'accordéon pour harceler Girard. | Girard : Se couvre le visage d'épingles à linge. Frank : Se couvre le visage de beurre d'arachides et se le fait lécher par un chien. |
| 010     | Qui est le meilleur conducteur ?                       | Girard    | Frank engage un faux professeur de conduite qui a donné de faux renseignements à Girard. | Girard fait courir huit tours de piste de courses à chevaux à Frank.                                                                  |
| 011     | Qui est le meilleur humain ?                           | Frank     | Frank fait une vente de garage au profit d'une fausse compagnie qui s'appelle 'rêve de handicapés' et vend des affaires qui appartiennent à Girard | Girard doit mâcher un amas de gommes à mâcher usagées trouvées un peu partout.                                                        |
| 012     | Qui est le meilleur dans les sports d'été ?            | Frank     | Frank triche au golf en plaçant une nouvelle balle dans l'allée plutôt que dans le bois et remplace les bâtons gauchers de Girard par des bâtons droitiers. | Girard joue le rôle d'une coureuse de balles au tennis.                                                                               |
| 013     | Qui est le meilleur Frère Scott ?                      | Girard    | Frank autographie faussement un t-shirt de son équipe. | Frank doit boire une mélange de produits écrasés par les pieds malpropres de Girard.                                                  |
| 014     | Épreuves suggérées par le public                       | Frank     | Frank, pour la dernière épreuve, met des lunettes opaques et des bouchons pour ne rien voir et ne rien entendre. | Girard doit faire du taureau mécanique.                                                                                               |
| 015     | Rencontrer ses idoles                                  | Frank     | Frank prend une photo avec une femme qui ressemble à Céline Dion en la faisant passer pour la vraie vedette. Comme Girard ne trouvait pas de dernière vedette, Frank lui donne Sebastien Benoit, animateur de l'émission La Fureur, que Girard ne regarde pas.                                                              | Girard doit se battre contre un lutteur sumo.                                                                                         |
| 016     | Qui est le meilleur chef cuisinier ?                   | Girard    | Frank engage un vrai cuisinier pour l'aider durant la préparation de sa recette en le faisant passer pour un aveugle. Frank a aussi appelé le juge du défi sous un autre nom avant l'évaluation pour connaître son plat favori.                                                                                             | Frank doit faire la vaisselle d'un établissement scolaire.                                                                            |
| 017     | Qui est le meilleur chef d'équipe ?                    | Girard    | Frank et Girard transforment leur appartement en chantier de guerre. Frank fait croire à la fille du terrain de Paintball que son petit frère malade veut voir des photos du terrain. Frank s'en servira pour monter un plan imbattable, mais malheureusement pour lui, il ne savait pas qu'il y avait un deuxième terrain. | Frank se fait lancer des tomates dessus par diverses personnes.                                                                       |
| 018     | Qui est le plus débrouillard ?                         | Girard    | Frank fait une annonce à la radio pour que quelqu'un ramène à la maison son frère déséquilibré dont il a fait le rôle À la fin, Girard débranche le réveille-matin à la place d'appuyer sur le Snooze comme ils s'étaient entendus                                                                                          | Girard asperge Frank de nourriture pour poules. Heureusement pour ce dernier, la claque n'a pas un grand succès.                      |
| 019     | Qui est celui qui recevra le plus d'applaudissements ? | Frank     | Frank amène Girard à un spectacle. Il monte sur scène et dit aux spectateurs qu'il paye la tournée de boissons. Toute la salle applaudit. | Girard doit déranger des étudiants de l'UQAM à la bibliothèque centrale.                                                              |
| 020     | Qui peut rester le plus longtemps les yeux bandés ?    | Frank     | Frank retire son bandeau la majorité du temps et se trouve un remplaçant pour aller au cinéma. | Girard doit toucher et sentir des choses douteuses avec son bandeau sur les yeux.                                                     |
| 021     | Qui est le meilleur alter-ego ?                        | Frank     | | Girard doit faire « Le Slingshot » à La Ronde.                                                                                        |

### Troisième saison
La troisième saison a été officiellement lancée le 22 août 2008.
| Épisode | Compétition                                                | Gagnant   | Tricheries/Moments clés | Claque |
| ------- | ---------------------------------------------------------- | --------- | --- | --- |
| 022     | Qui fait le meilleur vidéoclip ?                           | Girard    | Cet épisode a été enregistré dans le cadre de KARV, l'anti.gala 2008. | Frank doit boire un liquide avec le restant de l'anti-tapis que Girard a fait infuser.                                          |
| 023     | Qui est le meilleur clown ?                                | Girard    | Frank engage un clown professionnel pour le remplacer pendant son numéro. | Frank passe l'halloween plus tôt que prévu (déguisé en clown).                                                                  |
| 024     | Qui fera la meilleure publicité ?                          | Frank     | Frank fait tous les personnages de sa pub. | Girard doit laver des cages remplis d'excréments.                                                                               |
| 025     | Qui est le meilleur imposteur ?                            | Frank     | L'animateur de l'entrevue du camp de vacances n'était nul autre que Frank. C'était une véritable imposture...                                                                   | Girard doit personnifier une princesse qui vend des roses.                                                                      |
| 026     | Qui laisse sa marque la plus durable ?                     | Frank     | Frank a mis des cartons qui dit que Girard défend le monde de payer les parcomètres et il fait le rôle d'un handicapé pour qu'un peintre dessine Frank sur un gros mur          | Girard doit avaler un ver de terre devant la marque de Frank.                                                                   |
| 027     | Qui est le meilleur campeur ?                              | Girard    | Girard a vécu seul une nuit en nature sauvage en ne comptant que sur sa débrouillardise et aux ressources naturelles. Girard a loué son canôt avec la carte de crédit de Frank. | Frank doit rapporter le canôt de Girard à la boutique de location au centre-ville de Montréal déguisé en amérindien autochtone. |
| 028     | Qui peut rester le plus longtemps sans utiliser ses bras ? | Frank     | Frank garde un enfant pour l'aider | Girard doit montrer un cartons avec deux grosses bouteilles d'eau sur les bras avant un match de l'impact.                      |
| 029     | Qui est le plus rapide ?                                   | Frank     | Frank colle des poids sur lui afin de gagner l'épreuve de la course de boite a savons                                                                                           | Girard doit faire de la trottinette sur un tapis roulant.                                                                       |
| 030     | Qui est le meilleur homme d'affaires ?                     | Frank     | | Girard doit transporter le secrétaire de Frank sur ses épaules jusqu'au 14e étage d'un immeuble.                                |
| 031     | Qui est le plus insupportable ?                            | Frank     | | Girard doit faire un abat sur l'allée de bowling d'un homme sans son consentement.                                              |
| 032     | Qui est le meilleur chasseur de fantômes ?                 | Girard    | | Frank, claustrophobe doit tenir 30 minutes dans un cercueil fermé en regardant les vidéos de leur nuit dans la maison hantée.   |
| 033     | Qui est le meilleur guide ?                                | Girard    | Frank suit Girard partout dans le centre des sciences | Frank doit personnifier un serpent dans un pot.                                                                                 |
| 034     | Qui est le meilleur animal ?                               | Frank     | Frank se déguise en mascotte de chat, puis en chat, et Girard en chien. Girard parle à l'évaluateur                                                                             | Girard doit lécher les assiettes sales d'un restaurant.                                                                         |
| 035     | Qui peut rester le plus longtemps sans dormir ?            | Girard    | Frank loue (ou achète) un segway, Girard faisait de l'exercice | Frank reçoit de la crème fouettée quand il dort dans la figure (Girard dormait).                                                |
| 036     | Qui est le meilleur fils ?                                 | Match nul | Frank donne le mauvais conseil à Girard d'apporter un cadeau, mais Girard dit que cela vient de Frank.                                                                          | Frank et Girard doivent couper le gazon mais ils décident de ne pas faire la claque.                                            |